# Hans-Joachim Bender
Hans-Joachim Bender   (Frankfurt del Main, 4 de març de 1942) és un atleta alemany, ja retirat, especialista en curses de velocitat, que va competir sota bandera de la República Federal d'Alemanya durant la dècada de 1960.
En el seu palmarès destaca una medalles d'or en els 4x100 metres al Campionat d'Europa d'atletisme de 1962, formant equip amb Peter Gamper, Klaus Ulonska i Manfred Germar. Amb un temps de 39.5" es va igualar el rècord alemany. El 1963 va batre el rècord d'Europa en pista coberta dels 60 metres. Aquell mateix any es proclamà campió de les 60 iardes en pista coberta de la Gran Bretanya (AAA). El 1962 fou campió d'Alemanya Occidental en el relleu de 4x100 metres.